# 地陷

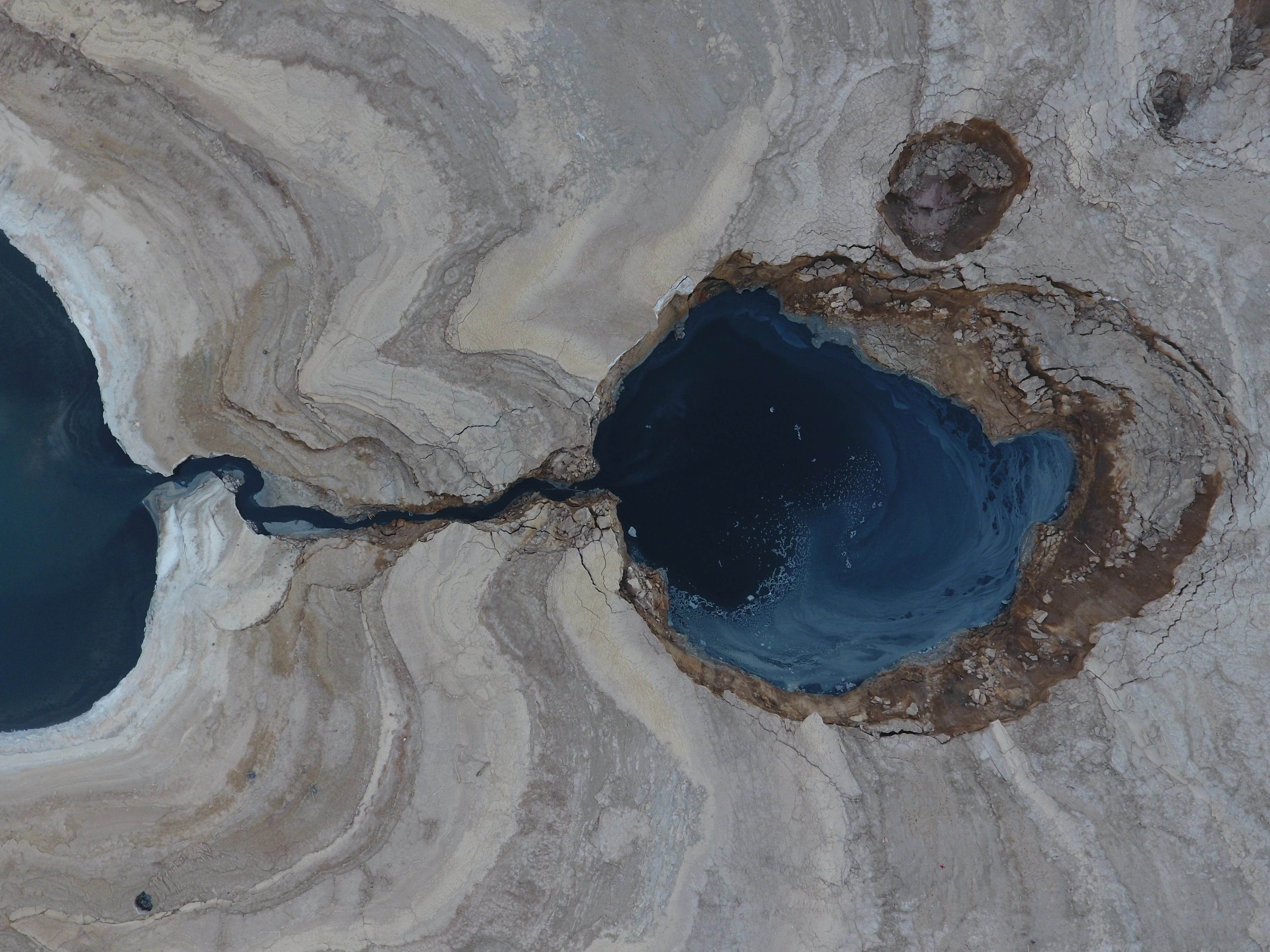
恩戈地的落水洞

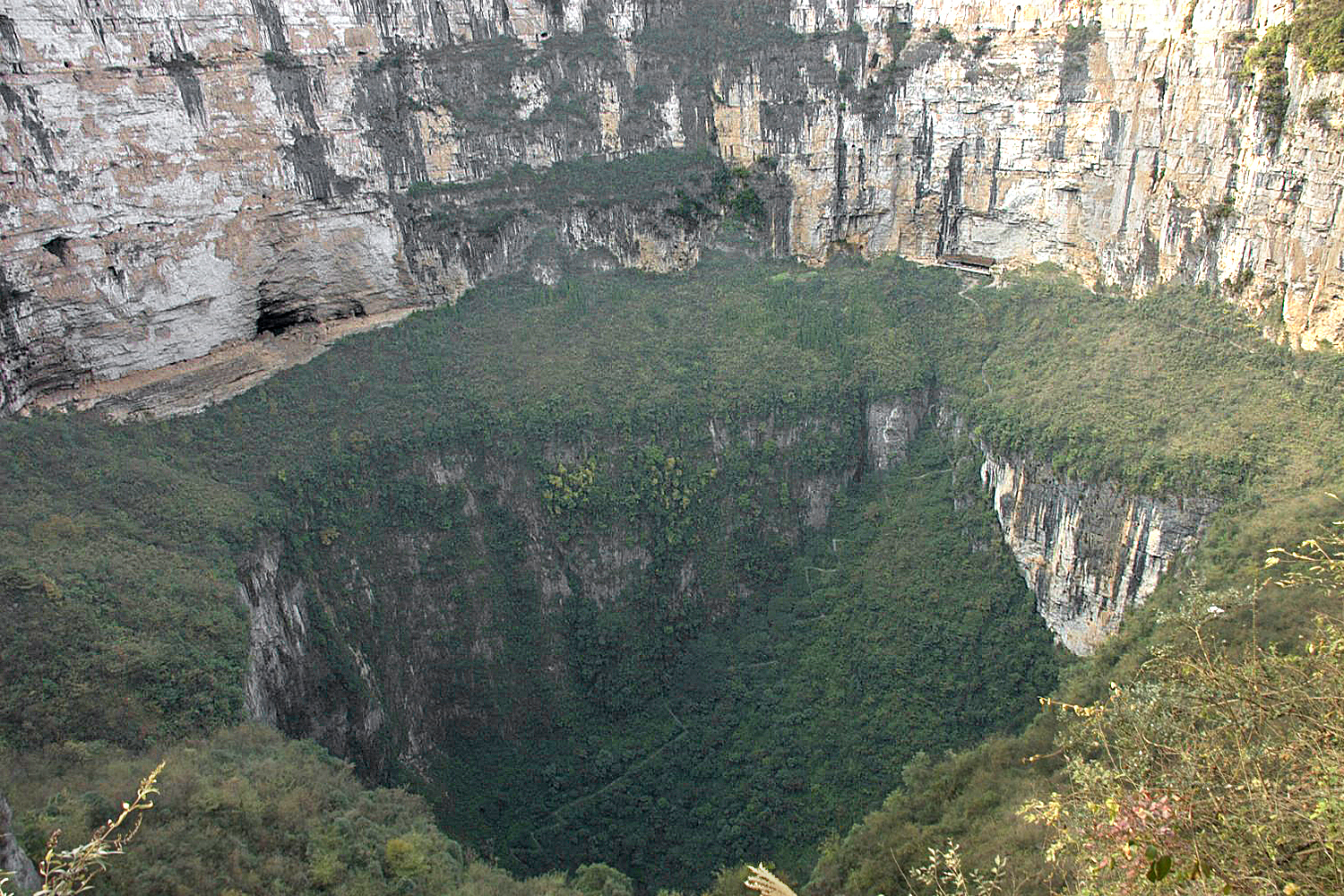
重庆奉节小寨天坑

地陷是具有陡峭的环壁和井状或桶状轮廓的深坑，也叫沉洞（英語：sinkhole）、吞口（英語：swallow hole）、動搖洞。
地陷通常出現於有水流經的可溶性岩層（如石灰岩），當空氣中的二氧化碳溶解在雨水裡，就會令雨水變成弱酸性，從土表滲進地下後，土壤生物呼吸產生的二氧化碳進一步增強水的酸性，水流過岩層時，會慢慢的侵蝕出小洞。當小洞日漸擴大時，可能會令地表突然塌陷，這類地陷屬於喀斯特地形，在地質學上稱為落水洞（中國大陸）、滲穴（台灣）、岩溶塌陷，即真正的。平均深度和直径超过100米的岩溶塌陷称为天坑。
有些地陷的成因與岩石的溶解侵蝕無關，不屬於喀斯特地形，因此称为偽喀斯特地陷或假喀斯特地陷（pseudokarst sinkhole）。此類地陷不宜用落水洞、滲穴、天坑等專指喀斯特地陷的地質學術語稱呼。

## 形成機制

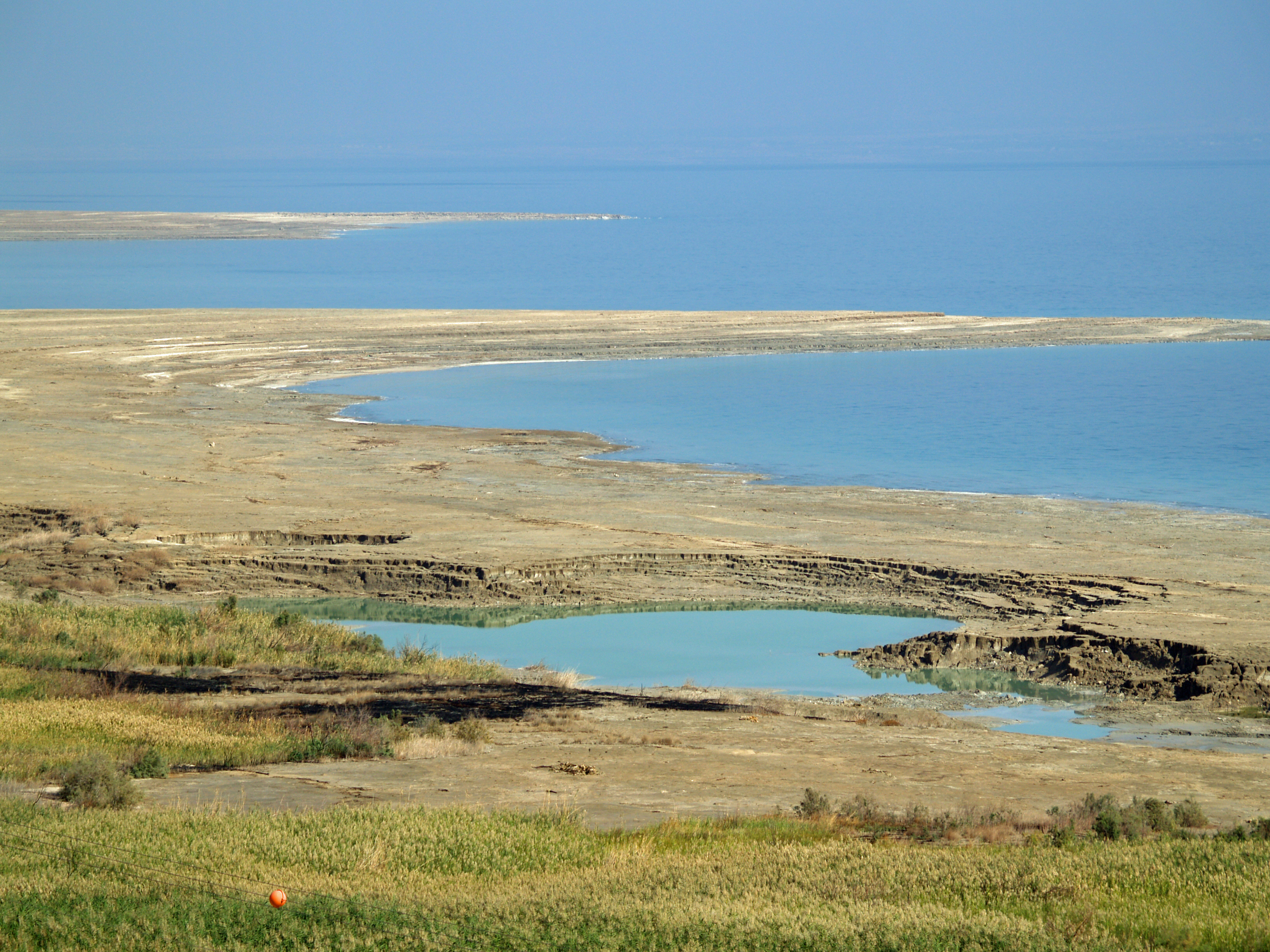
由於海平面不斷下降，使海水不再流入死海，流進死海的淡水把鄰近地層的地下鹽溶解，令地面出現一個又一個的沙質滲穴。

### 滲穴
滲穴的形成機制可能是因為滲濾水把水溶度較高的基岩（如石灰石）慢慢的溶解侵蝕，又或是因為洞穴屋頂的塌陷，又或是因為水面降低。有時，透過滲穴可以看見底下的洞穴。對於特別大型的滲穴，如：美國馬默斯洞穴國家公園的雪松庫，可能會在滲穴的底部看到地下水從洞的一邊流動到另一邊，形成了伏流現象。
滲穴一般發生於一些位於地下，而且能被大自然的水慢慢溶解的岩石種類，例如：石灰石、碳酸鹽岩或鹽床。當岩石被溶解，就會在地下形成空間或溶洞。若地面環境不變，這些地下空間就能保持完整；但若空間的岩面不足以承托其上的重量，就會突然塌陷，形成滲穴。舉例說：在死海，由於海平面不斷下降，使海水不再流入，流進死海的淡水把鄰近地層的地下鹽溶解，令地面出現一個又一個的沙質滲穴。
滲穴亦可能是因為人類間接造成的，而這些滲穴的形成往往與土地的不適當利用有關。由於發展及建造，令地下水管在市區變得普遍。當地下水管滲漏，其作用就好像從地表滲進地下的雨水。一旦地面環境改變，令地表不能再承受原來設計的重量，就會令沉降發生，形成滲穴。

### 伪喀斯特地陷
非喀斯特地陷是指外觀與喀斯特地陷相似，但成因不涉及溶解侵蝕作用的地陷。比如集中於黃土高原的黃土洞穴常由土壤的物理潛蝕造成。這種地陷同樣可能由下水管道漏水造成，比如2007年危地馬拉地陷。

## 天坑
平均宽度与深度均大于100公尺的落水洞称为天坑，其底部与发育期的地下河连接。按天坑分级原则，深度和宽度均超过500公尺的为超级天坑，全世界仅有三例，全在中国（重庆小寨天坑、广西乐业大石围天坑、广西巴马号龙天坑，另外贵州平塘打岱河天坑尚待确认）；深度和宽度在300公尺到500公尺之间的為大型天坑，全世界有16例，中国有9例；深度和寬度在100公尺到300公尺之间的为標準天坑。
目前在世界上发现确认的天坑约78个，其中有超过50个在中国。中国的天坑分布在南方喀斯特地区，绝大多数位于黔南、桂西、渝东的峰丛地貌区域。

## 例子

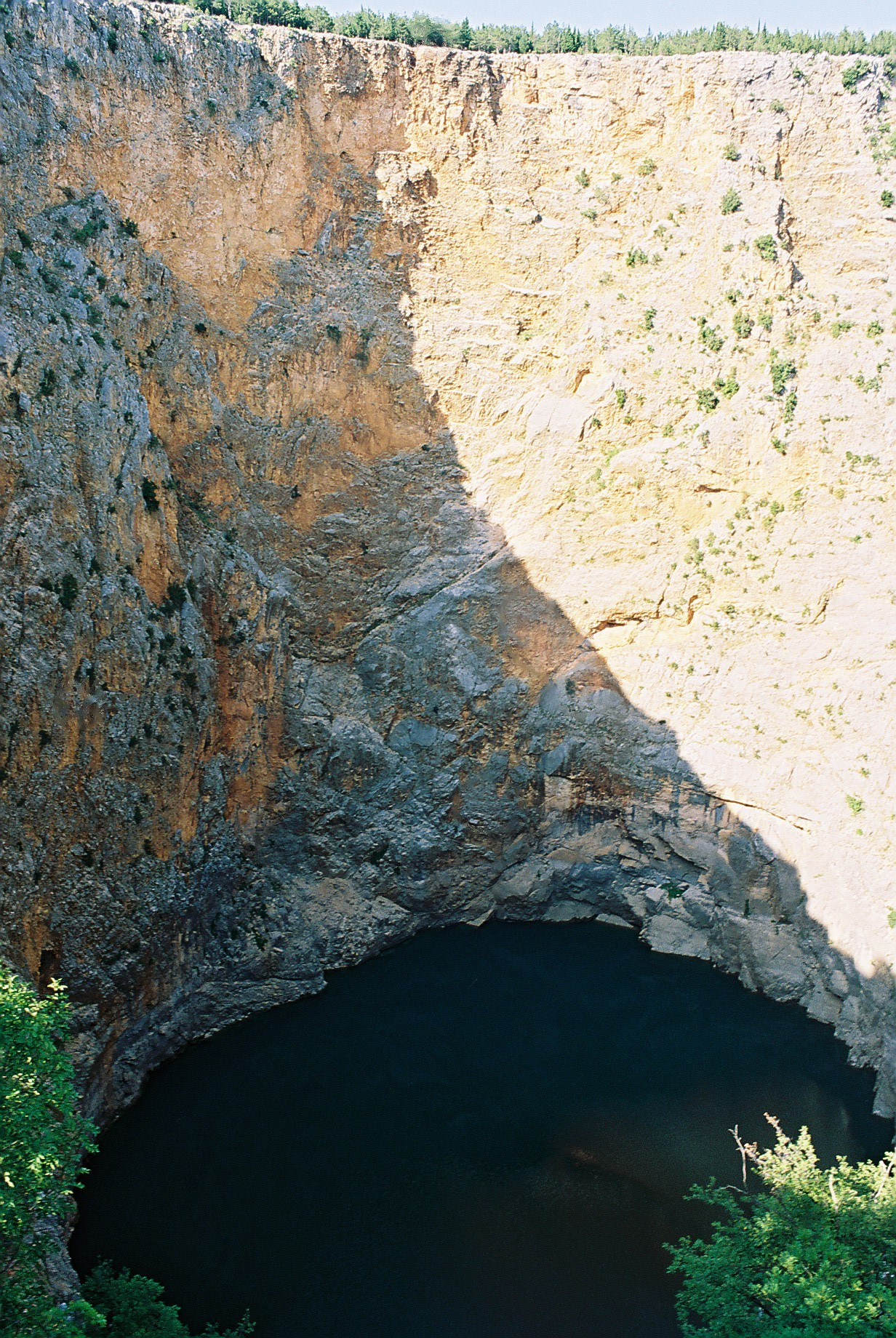
克罗地亚红湖落水洞

美國佛羅里達州的魔鬼研磨漏斗州立地質公園就有一個著名的滲穴。另外，危地馬拉的首都危地馬拉城亦是一個以滲穴著名的城市，因為其地質為沉積火山灰、石灰岩和其它火山碎屑岩構成，類似石灰岩性質。除了在2010年6月出現的滲穴，在2007年2月25日，當地亦曾因為連日大雨加上下水道堵塞破裂而使滲穴形成。
- 巴布亚新几内亚Minyé Sinkhole
- 克罗地亚紅湖

### 中国
- 重庆奉节小寨天坑群
- 重庆武隆后坪乡冲蚀天坑群
- 重庆武隆天生三桥天坑群
- 四川兴文天坑群
- 贵州织金义界河天坑群
- 贵州紫云水塘天坑群
- 贵州罗甸董当天坑群
- 贵州安龙板洞天坑
- 广西乐业天坑群
- 广西巴马天坑群
- 广西凤山三门海天坑
- 陕西汉中天坑群[9]
- 廣西那坡天坑群[10]

## 外部連結
- Florida Sinkhole Guide （页面存档备份，存于）
- Kapsia Cave: Exploration of a Sinkhole in Arkadia, Greece （页面存档备份，存于）
- Two teens died and a dozen homes were swallowed up Friday by this sinkhole in Guatemala City. （页面存档备份，存于） ( February 24, 2007)
- Video of Sinkhole forming in Texas （页面存档备份，存于） (May 8, 2008)
- CBC News: 4 missing after Quebec home falls in sinkhole （页面存档备份，存于） (May 11, 2010)
- Spectacular sinkhole appeared in Guatemala City, Guatemala （页面存档备份，存于） (May 31, 2010)